# メディアセンター・ウクライナ
メディアセンター・ウクライナ (ウクライナ語: Медіацентр Україна）は、本格的なロシアの侵攻が始まった後、ウクライナでの戦争について世界に伝えるという共通の目標を掲げて、メディアの専門家、政府、ビジネス界が団結した市民イニシアティブ。メディアセンターは、ウクライナでの出来事を報道するメディア担当者に専門的なサポートとアドバイスを提供し、コミュニケーション戦略とキャンペーンを開発することを目的としている。また、報道価値のある主要イベントを組織および主催するためのプラットフォームを提供する。

## 歴史
メディア センター・ウクライナは、2022年3月にメディアの専門家、政府、ビジネスコミュニティによって設立され、ウクライナ紛争の経過と、紛争のウクライナと世界への影響に関する情報を国内外に広めている。
メディアセンター・ウクライナの最初の拠点はリヴィウに誕生した。
後にキーウとハルキウに同様の拠点が設置された。

## 活動
メディアセンター・ウクライナは、戦略の策定や人脈作りから報道価値のあるイベントの開催まで、幅広い機能と活動を備えたコミュニケーションプラットフォームである。

### ヘルプデスク
ヘルプデスクは、物流の整理からウクライナ国防省からの認定取得まで、多くの分野で包括的な支援を提供することに重点を置いたサービスユニットである。運営の最初の3か月間でメディアセンター・ウクライナは、さまざまな国のメディア組織の2,500人を超える代表者を支援した。

### 戦略会議と非公式会合の開催
メディアセンター・ウクライナは、コミュニケーションキャンペーンの戦略会議や、ジャーナリストや仲介者との会合を主催して経験を交換し、課題について話し合うなど、さまざまな作業形式を使用している。
いわゆる「説明会」を主催することもセンターの仕事の1つである。制服を着た機関の代表者、歴史家、戦闘経験のあるジャーナリストが外国のジャーナリストとの面会に招待され、戦争の原因と結果を文脈化し、戦争報道に関する具体的なアドバイスを共有する。

### 報道センター
メディアセンター・ウクライナの全てのユニットは、報道センター形式で活動しており、政府、市民社会、軍、専門家の代表者に、ウクライナ紛争の進展と影響に関する情報を提供する機会を提供している。
報道センターが活動開始してから最初の3か月に、ウクライナの主要政治家と政府高官がセンターを訪れている（ルスラン・ステファンチュク、オレクサンドル・コルニエンコ、オレクサンドル・トカチェンコ、ミコラ・ソルスキー、ヴィクトル・リアシコ、セルヒー・シュカレットなど）。
メディアセンター・ウクライナでは国連、WHO、欧州委員会などを含む国際機関とその国の事務所に効率的なコミュニケーションプラットフォームを提供する。

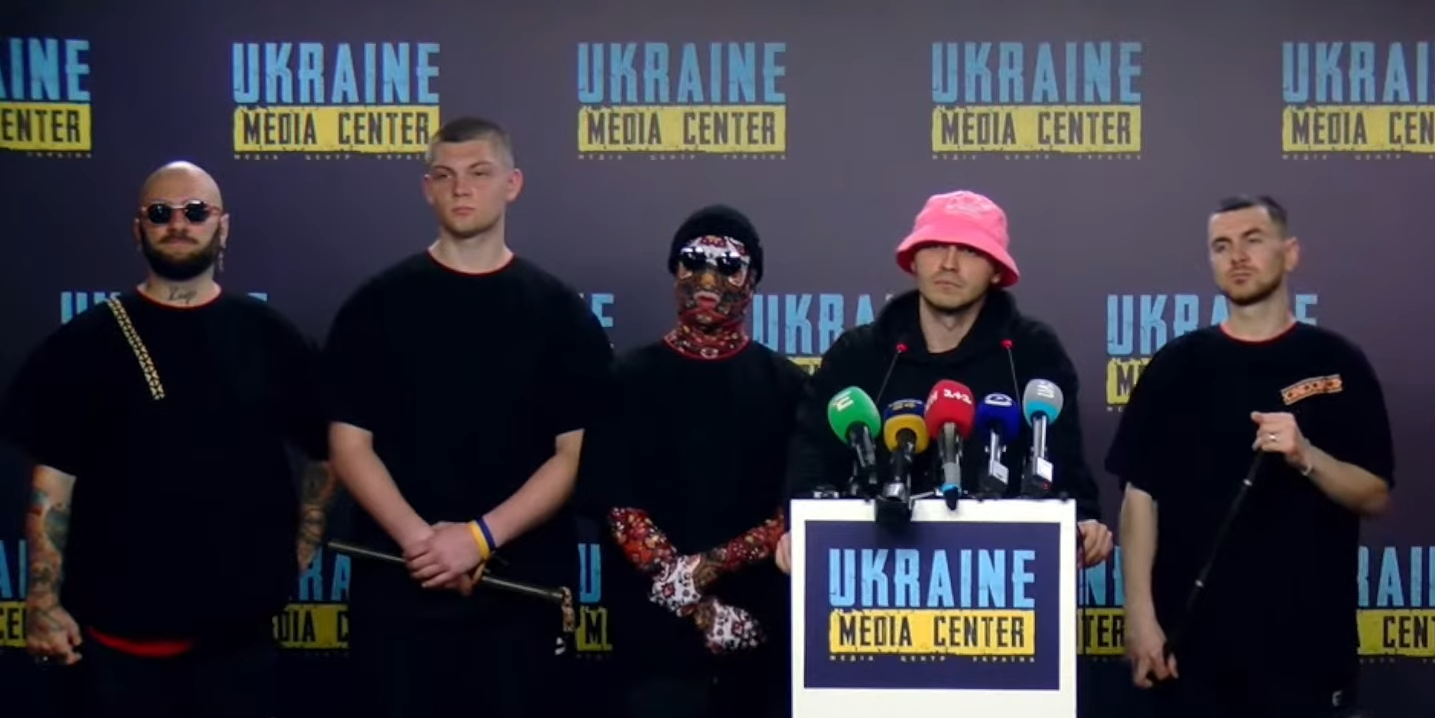
メディアセンター・ウクライナでのカールシュ・オーケストラ

カールシュ・オーケストラ – ユーロビジョン・ソング・コンテスト2022で優勝したウクライナのバンド – メディアセンター・ウクライナで優勝後最初の記者会見を行った。

### 製作者部門
メディアセンター・ウクライナの製作者部門は、ジャーナリストからの問い合わせに対応し、関連するトピックや連絡先を探す支援などを行っている。製作者部門は、最初の3か月の活動で、ジャーナリストからの300件以上の問い合わせを処理した。

### コワーキングスペース
リヴィウ、キーウ、ハルキウのメディアセンター・ウクライナのユニットはまた、ジャーナリストに自由に作業できる場所と防空施設を提供するコワーキングスペースとしても機能している。

## メディアでの言及
ニューヨーク・タイムズ、ローリング・ストーン、TSN、 Hindustan News Hub、ArmyInformなど、多数の国内外のメディアが記事でメディアセンター・ウクライナを取り上げている。